# 明知鐵道10型柴聯車
明知鐵道10型柴聯車（日语：／ Akechi Tetsudō Akechi 10-gata kidōsha）是明知鐵道的明知線在1998年至1999年引進的柴聯車，也是日本首款投入使用的由第三部門鐵道等協議會所訂定製造規格的標準型鐵路車輛。

## 概要
1985年11月，原本屬於日本國有鐵道的明知線改由第三部門鐵道明知鐵道負責營運，該公司也在開業的同年引進5輛明知鐵道1型柴聯車投入使用。10型柴聯車是明知鐵道為了替代車體逐漸老化的1型柴聯車，而在1998年至1999年引入的由富士重工業打造的5輛鐵路車輛。
本型車為1980年代轉型成第三部門鐵道的鐵路公司在其鐵路車輛面臨汰換期時，為降低引入使用的成本，而首度採用由第三部門鐵道等協議會制定的鐵路車輛標準規格的柴聯車。

## 導入背景
1980年代中期，日本的諸多特定地方交通線改由第三部門鐵道接手營運；而為了降低引進鐵路車輛所花費的成本，部分新成立的鐵路公司多會使用利用大量巴士零件打造成的鐵路車輛。但因為巴士的使用年限僅約10年，即使是將其零件轉用在鐵路車輛上，也時常在使用後的10年左右出現老化等問題。當時日本的第三部門鐵道所使用的鐵路車輛可分為兩種類型，一種是以富士重工業生產的巴士為基礎進行打造的鐵路車輛，另一種則是由新潟鐵工所簡化日本國鐵柴聯車的設計所製造的鐵路車輛。而富士重工業在1990年代也開始將其生產的鐵路車輛設計改為使用專用的列車零件。雖然上述兩家公司皆在一定程度上實現鐵路車輛設計的標準化，但由於不同的第三部門鐵道對鐵路車輛的窗戶結構等所使用的零件規格未能統一，因此對生產和使用的製造商及營運商而言皆缺乏效率。
雖然導入使用巴士零件的鐵路車輛能降低第三部門鐵道的成本，但隨著巴士的車體結構從原先的單體硬殼改為輕量化的車架，使日本的鐵路車輛難以繼續使用大量生產且價低廉的巴士零件。因此在該背景下，當第三部門鐵道在開業時投入使用的鐵路車輛面臨汰換期時，第三部門鐵道等協議會花費約2年的時間制定鐵路車輛從設計、製造到取得營運許可的標準規格，以期縮短上述程序所花費的時間與成本。而10型柴聯車即為首款採用該規格的柴聯車。

## 規格與構造
富士重工業在製造10型柴聯車時採用車體全長約15m的設計。而本型車與採用大量巴士零件及鉚釘焊接結構的明知鐵道1型柴聯車相比，改為採用鐵路車輛的標準焊接結構。依據第三部門鐵道等協議會所制定的標準規格，10型柴聯車的車頭正面採用貫通式設計，並在其左側設置駕駛室和駕駛員專用的車門。考量到輪椅使用者上下車的需求，因此本型車在車頭及車尾兩端各設置1道寬900mm的拉門式乘客用車門，並在客室內設置一處放置輪椅的無障礙座位。旅客用車門之間的車體左右兩側各安裝著5面寬1200mm，上半部固定且下半部可往上開啟的窗戶。而10型也延續1型柴聯車的設計，客室內同樣未設置廁所。座位配置方面，10型的10號與14號柴聯車均為長條座椅，其餘車輛則使用對座式座椅。
2012年3月，13號柴聯車的座位從原本的對座式座椅改為長條座椅，並在客室的牆面及天花板貼上帶有木紋的裝飾面板。而自2013年起，10型的全部5輛柴聯車開始對外徵募廣告塗裝，並陸續在同年重新塗成相對應的廣告塗裝。

## 運用
1998年1月至1999年10月，富士重工業共製造5輛10型柴聯車；而樽見鐵道也同時報廢車輛數相等的1型柴聯車，其編號為1號－5號。自2011年3月起，10型柴聯車被運用在樽見鐵道開始營運的急行列車「大正浪漫號」，並且同時兼做餐車使用。